# Santa Maria Maggiore (Trient)

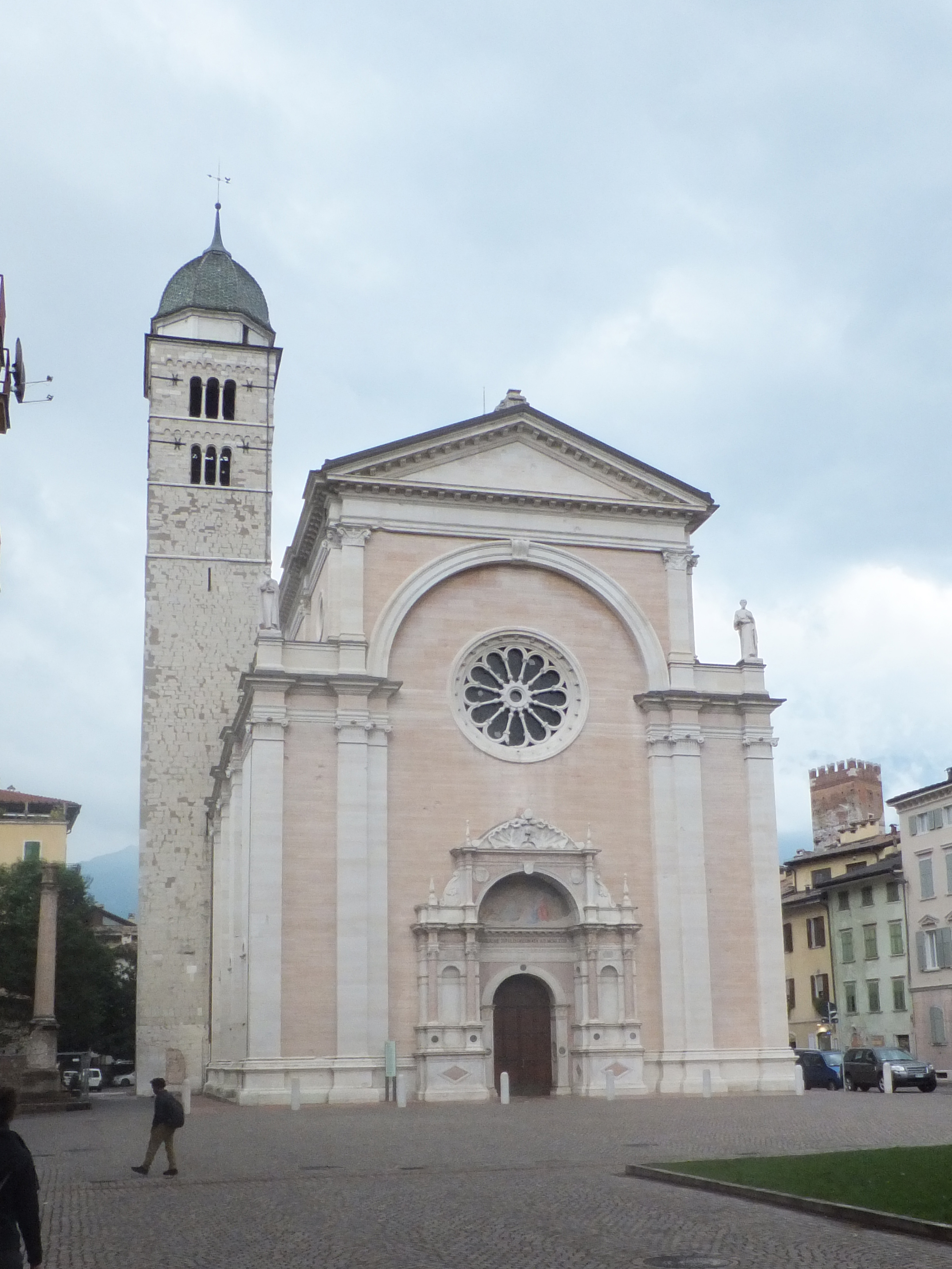
Basilika Santa Maria Maggiore

Die Basilika Santa Maria Maggiore (deutsch Basilika Groß Sankt Marien) ist eine römisch-katholische Kirche in Trient, Hauptstadt der gleichnamigen italienischen Provinz Trient. Die Pfarrkirche des Erzbistums Trient wurde Anfang des 16. Jahrhunderts im Auftrag von Fürstbischof Bernhard von Cles erbaut und beherbergte bald die Versammlungen des Konzils von Trient. Im November 1973 wurde die Marienkirche von Papst Paul VI. in den Rang einer Basilica minor erhoben.

## Geschichte

### Vorgängerkirchen
Nach archäologischen Untersuchungen in den Jahren 1970er und 2000er Jahren befanden sich auf dem Gelände der heutigen Kirche Santa Maria Maggiore öffentliche Gebäude in römischer Zeit, vielleicht ein Thermalkomplex. Eine hagiographische Quelle, die Passio Sancti Vigilii, schreibt die Gründung der ursprünglichen Kirche dem Heiligen Vigilius von Trient zu, dem dritten Bischof von Trient an der Wende zum 5. Jahrhundert. Die jüngeren Ausgrabungen ordnen dies eher in die folgenden Jahrzehnte ein, zwischen der zweiten Hälfte des 5. und dem Beginn des 6. Jahrhunderts und zeigen Reste einer großen dreischiffigen Kirche. Im Chor dieser Kirche, die bis zum 10. und 11. Jahrhundert in Gebrauch war, wurden Spuren eines spätantiken Opus-sectile-Fußbodens gefunden, der später durch ein Mosaik ersetzt wurde, das in die Mitte des 6. Jahrhunderts datiert werden kann. Während des frühen Mittelalters, zwischen dem Ende des 8. und dem Beginn des 9. Jahrhunderts, wurden einige Umbauten durchgeführt, insbesondere die Hinzufügung einer reich verzierten liturgischen Dekoration aus Stein, einschließlich eines Chors und eines Ziboriums.
Um das 10. bis 11. Jahrhundert wurde eine neue Kirche erbaut. Diese war kleiner als die vorherige und zeichnete sich durch eine zentrale halbrunde Apsis aus, die von zwei Apsiden flankiert wurde. Die Strukturen der ursprünglichen Kirche (einschließlich der in der karolingischen Zeit hinzugefügten Elemente der liturgischen Ausstattung) wurden zerstört und als Spolien wiederverwendet.
Nach dem Jahr 1290 (auf das ein Münzfund hindeutet) wurde eine dritte, zweischiffige Kirche erbaut, die in symmetrischen Apsiden abschloss. Im Gebäude blieben unter anderem Fragmente von Fresken und ein Teil eines gotischen Balkenhalbpfeilers an einem der Eingänge erhalten.

### Heutige Kirche

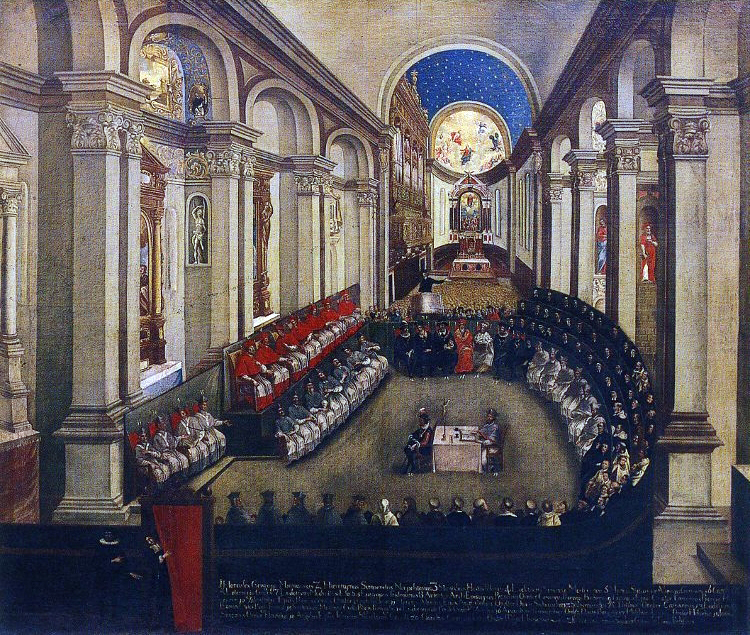
Gemälde des Konzils von Trient

Im Jahr 1520 wurde schließlich durch das Testament von Bernard von Cles mit dem Bau der heutigen Kirche begonnen; zwischen 1899 und 1901 veränderten weitere Arbeiten unter anderem von Andrea Malfatti und Restaurierungen auch die Renaissancefassade.
Am 12. Dezember 1545 war sie das Ziel der ersten feierlichen Prozession des Konzils von Trient, am Vorabend der Eröffnung der Sitzungen, und danach war sie Schauplatz einiger kleinerer Zeremonien. Ab 1562 wurden hier die Generalversammlungen der dritten Phase des Konzils, d. h. der Endphase (1562–1563), abgehalten. In dieser Zeit wurde dazu in der Kirche eine halbkreisförmige Tribüne aus Holz errichtet, die durch Stiche und Gemälde dokumentiert ist. Das bekannteste ist das im Tridentinischen Diözesanmuseum erhaltene Werk von Elia Naurizio.
Vom 26. September bis 30. September 1896 fand in der Kirche der erste internationale Antifreimaurerkongress statt.
Nach archäologischen Ausgrabungen und einer Restaurierung wurde die Kirche im April 2012 mit der Altarweihe am 30. September 2012 für die Öffentlichkeit wiedereröffnet.

## Beschreibung

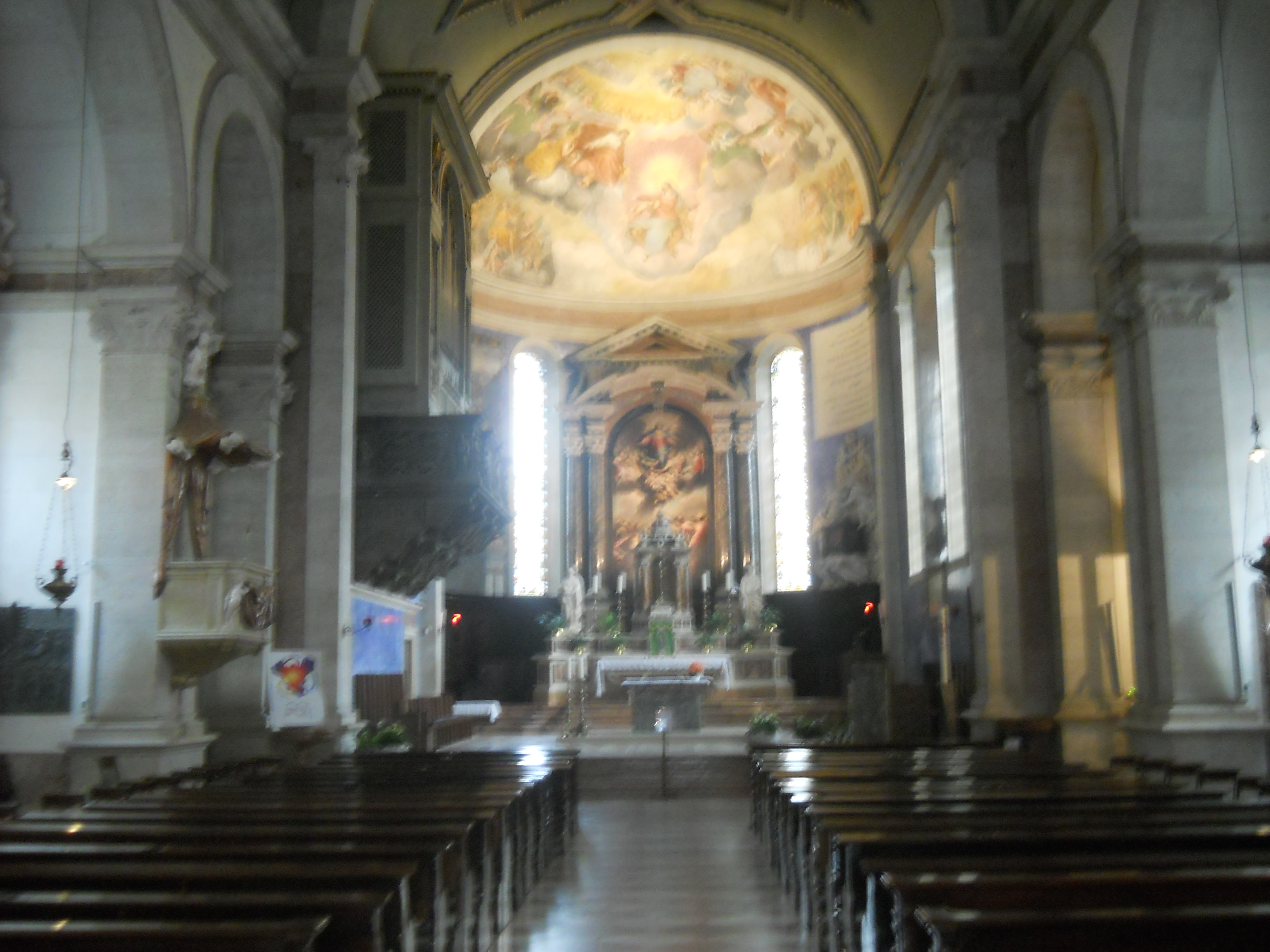
Innenraum

Die im Jahre 1520 begonnene Renaissancekirche wurde von Antonio Medaglia nach dem Vorbild der Basilika Sant’Andrea in Mantua errichtet, sie ist aus weißem und rotem Stein gebaut. Die Hauptfassade hat einen Archivolte über dem Portal, dessen Lünette die Verkündigung an Maria darstellt und im Auftrag von Fürst-Bischof Cristoforo Madruzzo im Jahre 1539 erstellt wurde. Zusammen mit der Kirche Mariä Himmelfahrt in Civezzano und der Kathedrale Mariä Himmelfahrt in Cles bildet sie den Abschluss der Cleser Trilogie.
Das Innere der Saalkirche besteht aus einer einzigen Halle: an den Seiten befinden sich eine Reihe von Kapellen, die Marmoraltäre im Barockstil beherbergen, darunter Werke von Francesco Oradini, Domenico Sartori, Teodoro Benedetti und Franz Sebald Unterberger. Ebenfalls im Inneren befinden sich eine Reihe von Altarbildern und der barocke Sarkophag mit den Reliquien, die dem Heiligen Clemens zugeschrieben werden. Bedeutend, auch aus historischer Sicht, ist eine Reihe von Gemälden, die im Gewölbe zu bewundern sind und Momente des Konzils und die Protagonisten der Gegenreformation darstellen.
Die Statuen der hl. Martha von Bethanien und der hl. Maria Magdalena, die an den Seiten des Hauptaltars stehen, wurden in den 1770er Jahren von Cornelis van der Beck geschaffen.
Der Altarraum, das Werk der Steinmetze Vincenzo und Gian Girolamo Grandi, nimmt den nördlichen Teil des Chors ein und besteht aus einer großen Tribüne mit Basreliefs und Clipei. Der Auftrag von Giovanni Antonio Zurletta wurde zwischen 1534 und 1542 durchgeführt.
Schließlich ist der Glockenturm mit 53 Metern Höhe der höchste der Stadt. Er ist aus weißem Kalkstein erbaut und hat zwei Reihen romanischer Dreibogenfenster und eine polygonale Helm. Neben der Kirche steht eine Säule, die 1845 zum Gedenken an die Feierlichkeiten zum 300. Jahrestag der Eröffnung der Gemeinde errichtet wurde.

## Orgel

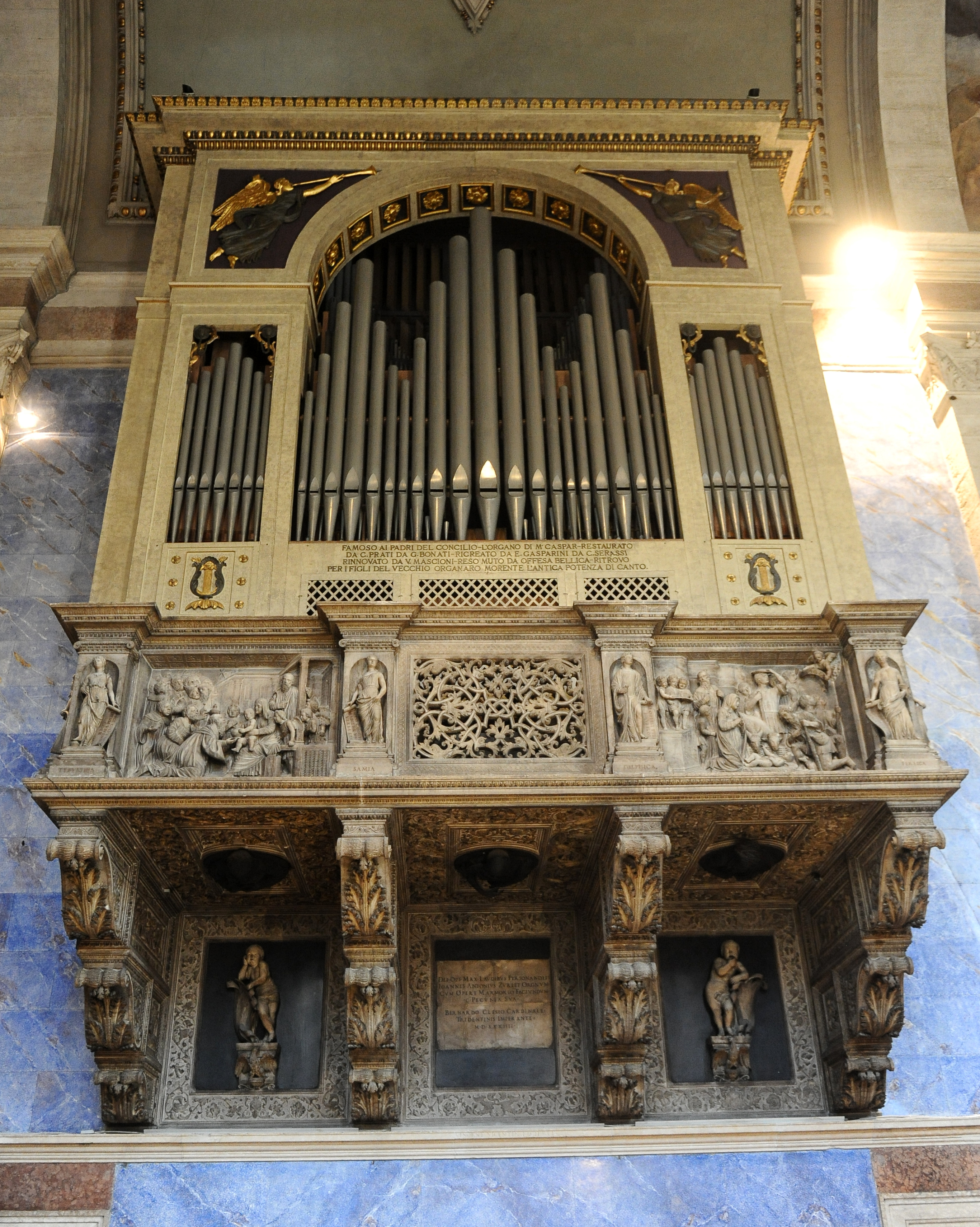
Orgel

Im Chor steht die Mascioni-Orgel op. 402, die 1928 unter Wiederverwendung des Gehäuses der alten Orgel von 1536 gebaut und 1953 nach den Schäden des Zweiten Weltkriegs restauriert und erweitert wurde.
Das Instrument hat eine elektrische Übertragung, drei Manuale mit je 58 Tönen und eine konkav-radiale Pedaleinheit mit 30 für insgesamt 56 Registern. Das Gehäuse mit einer Serliana-Struktur hat eine Ausstellung aus Hauptpfeifen, die in den beiden seitlichen Feldern in einem Höcker und im zentralen Feld in drei Höckern angeordnet sind.

## Glocken
Im Glockenturm ist ein wertvolles Glockengeläut von sieben Kirchenglocken in des1 (Reb3) installiert, das im Jahre 1921 von der Gießerei Luigi Colbacchini aus Trient gegossen wurde. Die musikalische Anordnung ist typisch für ausgedehnte „Konzerte“ in der Region, nämlich des1, es1, f1, ges1, as1, b1, des2 (Re♭3-Mi♭3-Fa3-Sol♭3-La♭3-Si♭3-Re♭4).
Die Glocken wurden ein Jahr nach den Glocken der Kathedrale gefertigt. Dabei wurden die von derselben Gießerei erstellten Geläute so abgestimmt, dass sie in Harmonie miteinander läuten. Das Plenum, also der Klang aller Glocken, ist für die hohen Feiertage vorbehalten.